# TSV Sontheim
Der TSV Sontheim war ein deutscher Tischtennisverein aus Heilbronn-Sontheim, der von 1989 bis 1997 in der 1. Bundesliga spielte. Im Januar 2001 fusionierte der TSV Sontheim 1892 e. V. mit der TG Heilbronn 1845 e. V. zur TSG 1845 Heilbronn e. V.
Als Tischtennisabteilung des TSV 1892 e. V. Heilbronn-Sontheim gewann die Herrenmannschaft 1967 den DTTB-Pokal. In der Saison 1988/89 wurde der Verein Meister der 2. Bundesliga Süd (Reiner Brenner, Steffen Krämer, Janos Molnar, Pedro Petz, Harald Greiner, Viktor Vetturelli). Allerdings scheiterte er in der Aufstiegsrunde. Daraufhin verstärkte er sich mit Heiko Wirkner und Paul Link und stieg ein Jahr später in die 1. Bundesliga auf. Im Zuge dieses Aufstiegs zum Profisports entschied sich der ursprüngliche Hauptverein TSV 1892 e. V. Heilbronn-Sontheim seine Tischtennisabteilung organisatorisch und finanziell auszugliedern, um den Gesamtverein vor etwaigen finanziellen Risiken zu schützen. Manager war der Studienrat Lothar Löchner. Als Sponsoren wurden regionale Unternehmen gewonnen.
Hier nannte er sich zunächst TSV Heilbronn-Sontheim sowie ab 1991 TSV Maxell-Sontheim (nach einem Produkt des Hauptsponsors Harman Deutschland). Nach dem Rückzug vom Maxell 1995 hieß der Verein wieder TSV Sontheim. Trainiert wurde die Mannschaft vom früheren ungarischen Nationalspieler Istvan Asztalos sowie von Reimer Blache.
1993/94 erreichten die Herren das Halbfinale des ETTU Cups, 1995/96 gelangten sie hier ins Endspiel. Die beste Platzierung in der 1. Bundesliga war Rang 6 in der Saison 1991/92 und 1993/94. 1997 erfolgte der Abstieg. Als der Verein in der Saison 2001/02 seine vier Neuzugänge zu spät beim DTTB meldete, durfte er diese nicht einsetzen. So belegte er ohne Punktgewinn den letzten Platz und verließ nach Saisonende endgültig die Bundesliga.
Die bekanntesten Spieler waren Chen Xinhua, Jürgen Rebel, Xu Zengcai und Peter Auwärter.